# Youlston Park

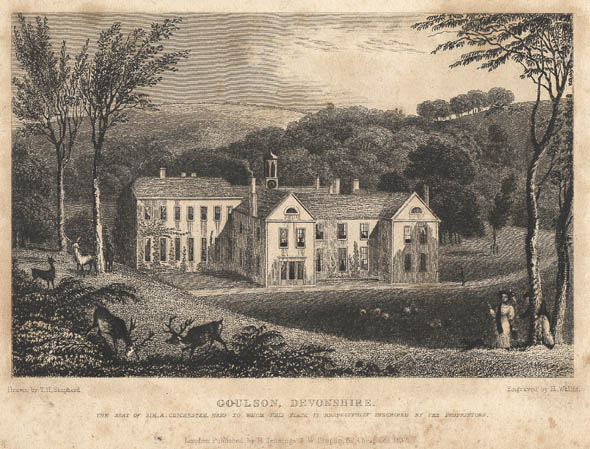
Youlston Park, nach einem Stich aus dem 19. Jahrhundert

Youlston Park (auch Youlston House) ist ein Herrenhaus in Großbritannien. Das als Kulturdenkmal der Kategorie Grade I eingestufte Gebäude liegt etwa ein Kilometer westlich von Shirwell und etwa fünf Kilometer nördlich von Barnstaple in Devon.

## Geschichte
Shirwell wird im Domesday Book 1086 als Besitz von Gilbert und Robert of Beaumont genannt. Anfang des 12. Jahrhunderts diente Youlston als Hauptwohnsitz von Roceline de Beaumont. Spätestens zu Beginn des 15. Jahrhunderts wurde ein Herrenhaus an der Stelle errichtet, wo sich das Anwesen heute befindet. Durch Heirat erwarb John Chichester aus dem wenige Kilometer entfernten Ralegh 1490 Youlston. Das Herrenhaus blieb im Besitz der Familie Chichester und diente als Nebenwohnsitz, bis Arthur Chichester, 3. Baronet Ralegh 1690 verkaufte und Youlston zu seinem Hauptwohnsitz machte. Arthur Chichester ließ das Anwesen wesentlich umbauen und erweitern. Möglicherweise begann er auch bereits mit der Anlage des Parks. Youlston blieb im Besitz der Familie Chichester, bis Edward Chichester, 10. Baronet 1920 das Anwesen verkaufte. In den nächsten Jahrzehnten wechselte es mehrfach den Besitzer. Am 25. Februar 1965 wurde das Herrenhaus als Kulturdenkmal der Kategorie Grade I unter Denkmalschutz gestellt. Später wurden die Torhäuschen als Kulturdenkmal der Kategorie Grade II* und die Stallungen, der Garten und Park als Kulturdenkmal der Kategorie Grade II unter Denkmalschutz gestellt. Das Anwesen wird privat genutzt und ist nicht zu besichtigen.

## Anlage

### Lage
Das Herrenhaus liegt am östlichen Ende einer niedrigen Anhöhe, von wo sich nach Norden, Osten und Süden Garten- und Parkanlagen erstrecken. Der Park reicht im Süden, Osten und Norden bis an die nächsten Straßen und wird durch Hecken und Zäune begrenzt. Im Westen des Herrenhauses geht er in landwirtschaftlich genutzte Flächen über, auf die sich durch die Lage des Herrenhauses hin Ausblicke ergeben.

### Herrenhaus
Der Kern des Herrenhauses ist eine aus dem Mittelalter stammende Wohnhalle mit einem angrenzenden Küchentrakt. Die Anlage wurde später auf vier unregelmäßige Flügel erweitert, die einen Innenhof umrahmen. An diesen Komplex wurde im späten 17. Jahrhundert unter dem 3. Baronet mittig an der Westseite der Westflügel angebaut. Mitte des 18. Jahrhunderts ließ der 5. Baronet das Anwesen erheblich umbauen. Das zweigeschossige, aus grauen Steinquadern errichtete und mit Schieferdächern gedeckte Anwesen ist reich durchfenstert. Der angebaute Westflügel ist etwas höher als die anderen Gebäudeteile. An der Südseite, wo sich der Haupteingang befindet, springen zwei übergiebelte Flügel leicht vor und rahmen so den Mitteltrakt mit der alten Halle ein. Der Haupteingang am westlichen vorspringenden Flügel besitzt einen eingeschossigen, von vier Säulen umrahmten Eingangsvorbau. Der von außen verputzte Wirtschaftsflügel im Norden der Anlage wird von einem kleinen Dachreiter mit Uhr und Wetterfahne gekrönt und besitzt einen eingeschossigen Anbau an der Nordseite.
Im Inneren ist die um 1400 entstandene hölzerne Decke der mittelalterlichen Halle erhalten. Dazu besitzen mehrere Repräsentationsräume im Erdgeschoss holzvertäfelte Wände, reich verzierte steinerne Kamine und Stuckdecken aus dem späten 17. Jahrhundert. Ein Saal im Westflügel besitzt eine gewölbte Stuckdecke mit dem Wappen der Familie Chichester, ein weiterer Raum des Westflügels hat noch um 1760 angebrachte chinesische Seidentapeten. Die hölzerne Haupttreppe stammt vom Ende des 17. Jahrhunderts. Aus dieser Zeit stammen die prächtigeren Schnitzereien, die Stufen und andere Teile wurden im 20. Jahrhundert erneuert.

### Stallungen
Etwa 25 m nördlich des Herrenhauses liegen die ehemaligen Stallungen. Die dreiflügelige Anlage mit eineinhalb Geschossen umschließt einen nach Osten offenen Hof. Die Stallungen sind seit 1965 als Kulturdenkmal der Kategorie Grade II geschützt.

### Garten und Park
Über die Gestalt der Gartenanlagen, die das Herrenhaus bis zum Ende des 17. Jahrhunderts umgaben, ist nichts bekannt. Zu dem Anwesen gehörte ein Jagdpark, der aber etwa zwei Kilometer südöstlich des Hauses und westlich des River Yeo lag. Dieser wurde vor 1838 aufgegeben, das Gelände wird heute als Old Youlston Park bezeichnet. Heute ist das Anwesen von etwa einem sieben Hektar großen Garten und Pleasureground sowie von einem daran anschließenden, etwa 53 ha großen Landschaftspark umgeben. Der Park war ursprünglich wohl größer, doch nach dem Bankrott des 8. Baronets 1870 wurden Flächen im Süden und im Norden verkauft.
Die Hauptzufahrt nach Youlston Park führt von Osten her. An der Parkgrenze, etwa 500 m östlich des Herrenhauses, befinden sich zwei flankierende Torhäuschen aus dem späten 18. Jahrhundert, die als Kulturdenkmal der Kategorie Grade II* geschützt sind. Von dort führt ein Fahrweg zum Haupteingang an der Südseite des Herrenhauses. Eine weitere Zufahrt führt von Norden zu den Stallungen und zum Wirtschaftsflügel. Weitere Kutschwege durch den Park aus dem 18. und 19. Jahrhundert wurden im 20. Jahrhundert aufgegeben und sind überwachsen. Hauptsächlich nördlich und westlich des Herrenhauses befindet sich ein Pleasureground, der seine heutige Gestalt gegen Ende des 18. oder zu Beginn des 19. Jahrhunderts erhielt. Er besteht aus gezielt angelegten Waldstücken und Wiesen mit Sträuchern und Baumgruppen. Etwa 190 m nordwestlich des Herrenhauses befindet sich der ummauerte Küchengarten, der vor 1838 angelegt wurde. Die umgebende Mauer ist etwa 3 m hoch, durch eine weitere Mauer wird der Küchengarten in zwei unterschiedlich große Gärten unterteilt. Etwa 300 m nordwestlich des Hauses befinden sich zwei durch Aufstauung angelegte Seen. Vom umgebenden Park ist der Pleasureground durch einen Metallzaun abgegrenzt. Der Park besteht hauptsächlich aus mit Bäumen und Baumgruppen durchsetztes Weideland.